# Skifell

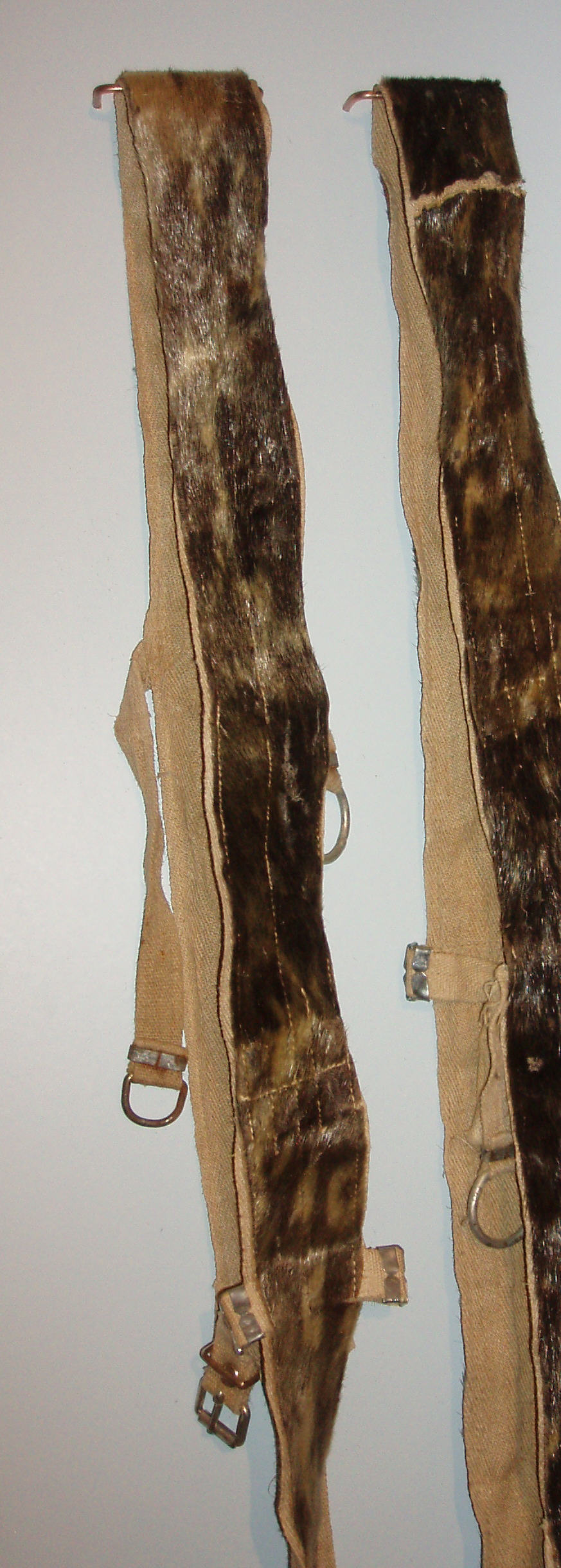
Steigfelle aus Seehundsfell, um 1925

Das Skifell (auch Steigfell) ist eine Steighilfe. Die Skifelle werden an Tourenskiern befestigt und geben beim Skitouren-Aufstieg Halt auf dem Schnee. Sie verhindern, dass die Skier nach hinten abrutschen, und ermöglichen gleichzeitig das Gleiten nach vorne.

## Beschreibung
Früher wurden meist Seehundfelle oder andere Naturfelle benutzt, heute bestehen Skifelle aus einem Fellflor, der aus Synthetikfasern (meistens Polyamid) oder Mohair gewoben ist. Mohair bietet zur Verwendung als Skifell optimale Eigenschaften, denn diese feine, aber robuste Naturfaser nimmt fast keine Feuchtigkeit auf und bleibt auch bei großer Kälte weich und geschmeidig. Die Gleiteigenschaften reiner Mohairfelle sind so gerade im intensiven Gebrauch und bei tiefen Temperaturen merklich besser als die von synthetischen Fasern.
Damit Steigen erst möglich wird, muss der Fellflor in einem aufwändigen Verfahren gelegt und parallel zur Laufrichtung fixiert werden. Ein polyesterverstärkter Baumwollrücken stabilisiert dabei den Fellflor und erhöht die Reißfestigkeit der Felle.
Die meisten modernen Skifelle sind Spannklebefelle, sie werden also mit einem speziellen (rückstandsfreien und kälteresistenten) Klebstoff auf den Ski geklebt und an Skispitze bzw. -ende mit Ösen zusätzlich befestigt. Eine neue Variante sind Felle, die ohne Klebstoff, nur durch Adhäsion am Ski haften.
Bieten Felle bei schwierigen Verhältnissen (steiles Gelände, harter Schnee) zu wenig Halt, so können zusätzlich Harscheisen eingesetzt werden.

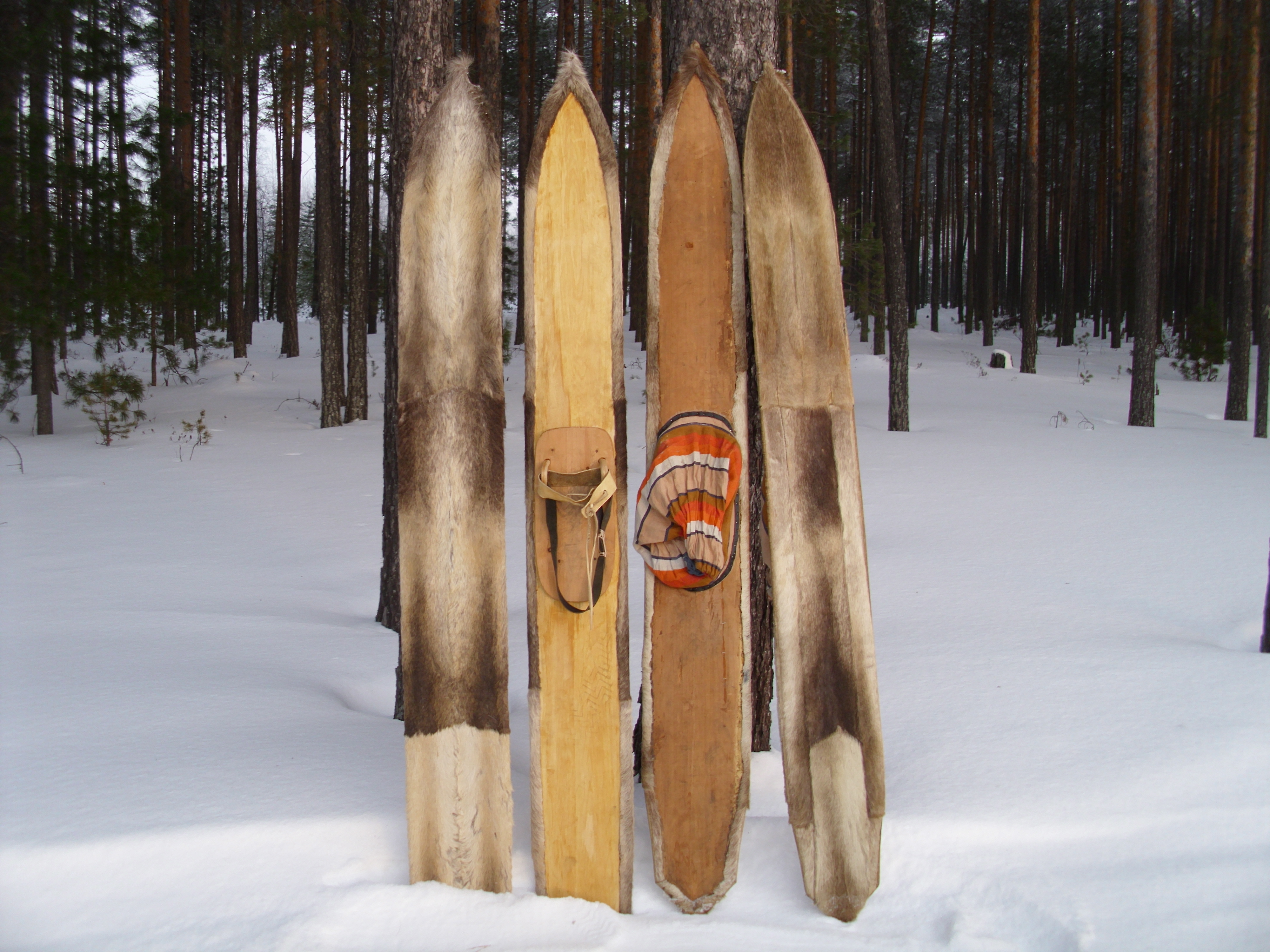
Fellbezogene Skier der Chanten
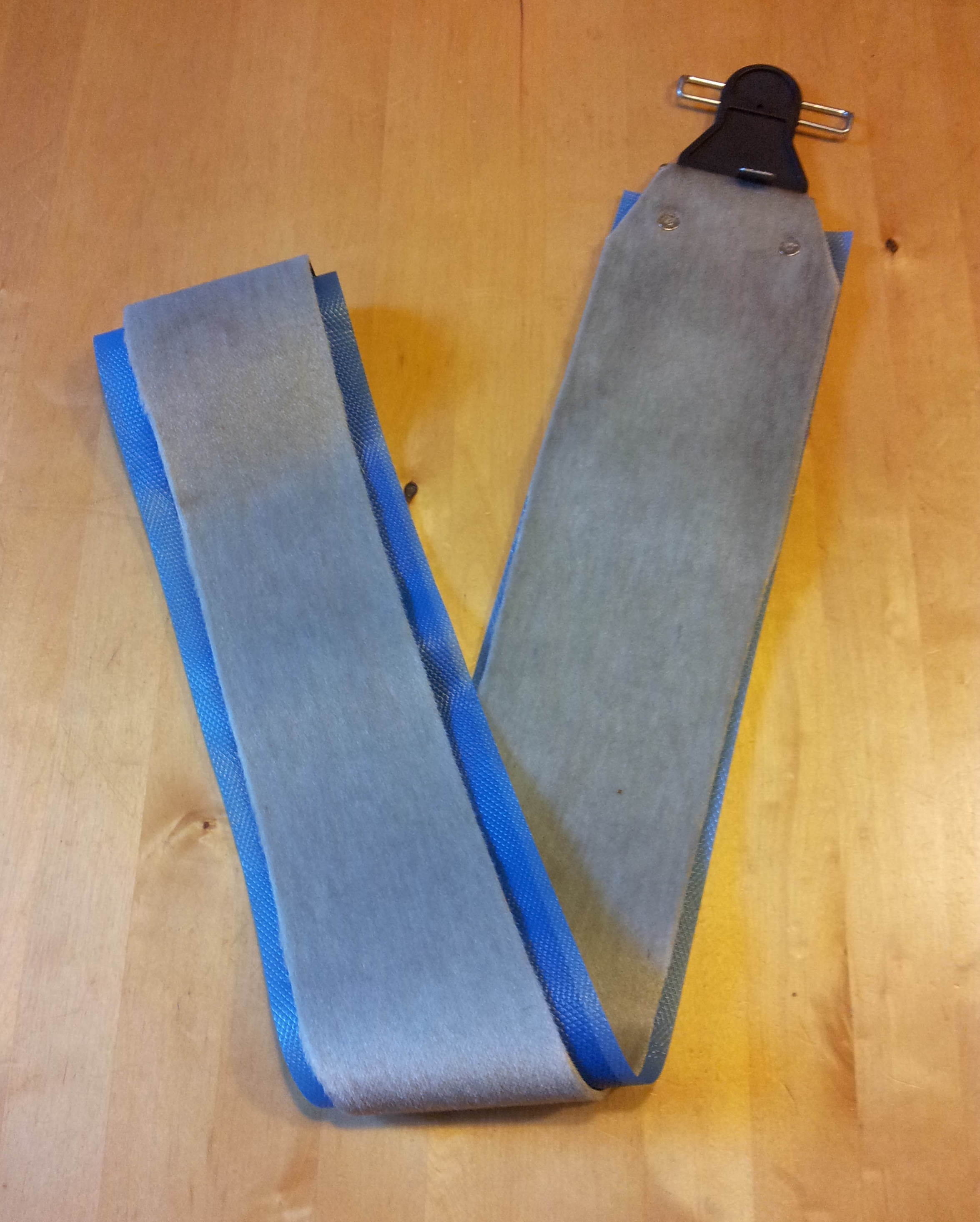
Synthetisches Skifell